# Ectopleura grandis
Ectopleura grandis is een hydroïdpoliep uit de familie Tubulariidae. De poliep komt uit het geslacht Ectopleura. Ectopleura grandis werd in 1944 voor het eerst wetenschappelijk beschreven door Fraser. 